# Kora (broń)

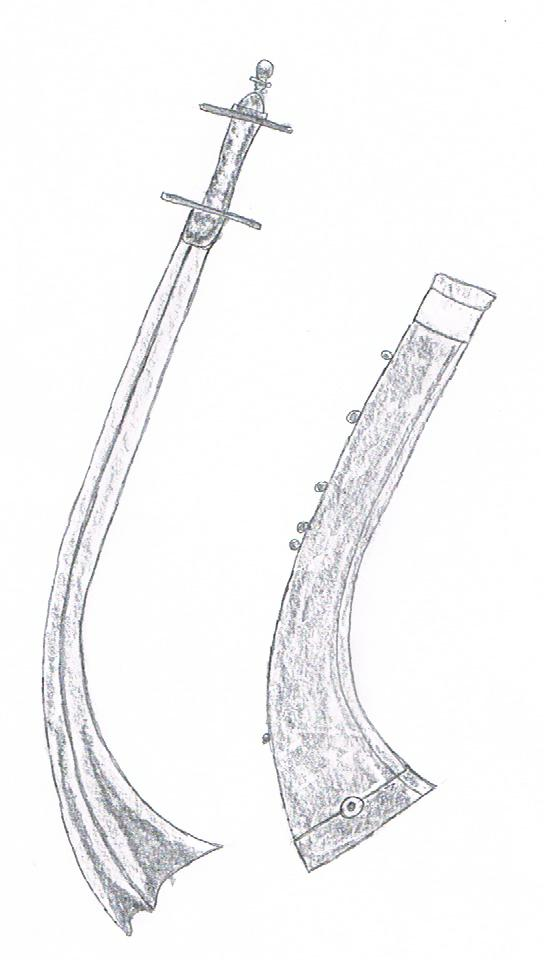
Kora i jej pochwa

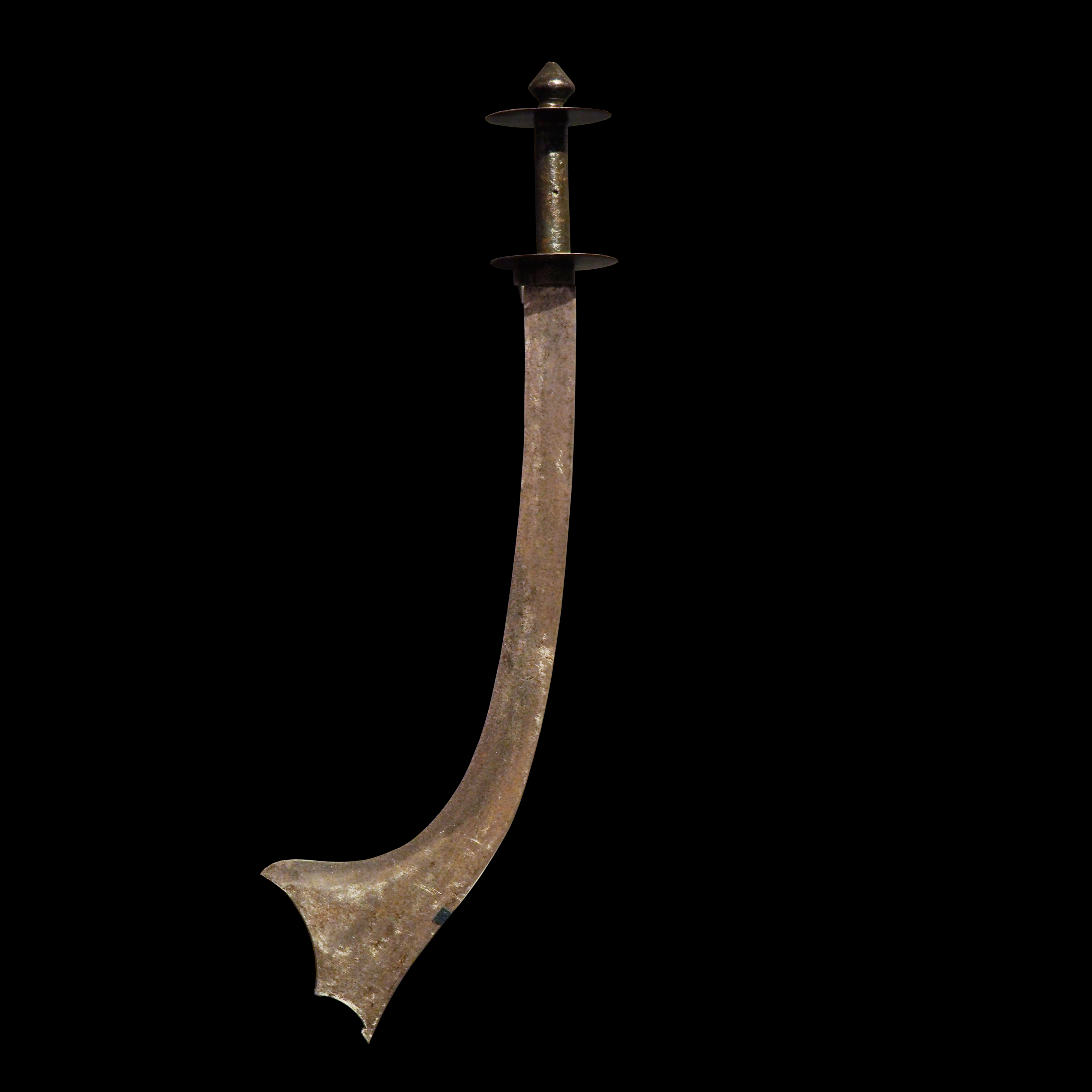
Kora ze zbiorów Musée du château de Morges

Kora – nepalska broń sieczna, rodzaj szabli o zakrzywionej jednosiecznej głowni. Sztych mocno rozszerzony, ścięty dwoma łukowatymi liniami. Kora służyła zarówno jako broń bojowa, jak i ofiarna. Wersja ofiarna ma szerszą głownię. Pochwa kory była dopasowana do kształtu broni, zapinana na guziki, albo bardzo szeroka, tak aby pomieścić najszersze miejsce głowni. W Polsce kory nepalskie posiada w swojej kolekcji Muzeum Azji i Pacyfiku, Muzeum Wojska Polskiego w Warszawie oraz Muzeum Narodowe w Krakowie.